# Midsomer Murders
Midsomer Murders (titulado Los asesinatos de Midsomer en España) es una serie de televisión británica de suspense que se emite por ITV desde 1997. El programa está basado en los libros de Caroline Graham, según la adaptación original de Anthony Horowitz. Su protagonista, hasta el año 2011, era el inspector jefe Tom Barnaby (John Nettles), que trabajaba para Causton CID; más tarde, fue reemplazado por el actor Neil Dudgeon, que interpreta a un primo menor de Tom, John Barnaby. En cada episodio, Barnaby investiga uno de los numerosos asesinatos que ocurren en el condado ficticio de Midsomer, acompañado por un sargento, que fue cambiando durante la historia del programa: Gavin Troy (Daniel Casey), Dan Scott (John Hopkins), Ben Jones (Jason Hughes) y Charlie Nelson (Gwilym Lee).

## Producción
La filmación de Midsomer Murders comenzó en el otoño de 1996 y sus primeros episodios se transmitieron en el Reino Unido el 23 de marzo de 1997. El guionista de la mayor parte de estos episodios fue Anthony Horowitz, a partir de los libros originales de Caroline Graham; Horowitz fue el creador de la serie, junto con los productores originales Betty Willingale y Brian True-May. Los guionistas actuales son David Lawrence, Michael Aitkens y David Hoskins.
A principios de 2009, el actor protagonista, John Nettles, anunció que se retiraría después de la decimotercera temporada, a finales de 2010. Neil Dudgeon lo reemplazó para la decimocuarta temporada, interpretando a un primo de Barnaby, el Inspector John Barnaby. El personaje apareció por primera vez en el episodio "The Sword of Guillaume".

## Episodios
Hasta ahora, se han emitido ciento treinta y dos episodios de la serie durante veinticuatro temporadas, desde el 23 de marzo de 1997, cuando se emitió el episodio piloto, sumado a dos especiales de Navidad. Los episodios tienen dos horas de duración y se emiten cada varios meses. Solo las primeras quince temporadas han sido dobladas al español y emitidas en España.

## Elenco
| Personaje               | Interpretado por | Estatus        | Años                  |
| ----------------------- | ---------------- | -------------- | --------------------- |
| Inspector John Barnaby  | Neil Dudgeon     | protagonista   | 2010, 2011–presente   |
| Sargento Benjamin Jones | Jason Hughes     | protagonista   | 2005–presente         |
| Sargento Charlie Nelson | Gwilym Lee       | protagonista   | 2013-2016             |
| Sarah Barnaby           | Fiona Dolman     | protagonista   | 2011–presente         |
| Dra. Kate Wilding       | Tamzin Malleson  | protagonista   | 2011–presente         |
| Inspector Tom Barnaby   | John Nettles     | exprotagonista | 1997–2011             |
| Joyce Barnaby           | Jane Wymark      | exprotagonista | 1997–2011             |
| Dr. George Bullard      | Barry Jackson    | exprotagonista | 1997–2011             |
| Sargento Gavin Troy     | Daniel Casey     | exprotagonista | 1997–2003, 2008       |
| Sargento Daniel Scott   | John Hopkins     | exprotagonista | 2003–2005             |
| Cully Dixon             | Laura Howard     | exprotagonista | 1997–2000 y 2003–2011 |
| DC Gail Stephens        | Kirsty Dillon    | reparto        | 2007–2011             |
| Mags Dormer             | Maureen Lipman   | reparto        | 2012                  |

## Localización
Midsomer es un condado ficticio ubicado en Inglaterra. Su capital es Causton, una ciudad mediana donde vive el Inspector Jefe Tom Barnaby con su esposa y que alberga el Departamento de Investigación de Crímenes. Muchos de los pueblos y pequeñas ciudades del condado incluyen la palabra "Midsomer" en su nombre; este detalle está inspirado en parte en el condado real de Somerset, y específicamente en la localidad de Midsomer Norton. Midsomer se destaca por tener una alta tasa de crímenes que inundan a diario las oficinas de la policía, lo que se ha convertido en una broma frecuente entre la audiencia británica. Cuando la Sra. Barnaby, en la serie, propone mudarse de Causton y sugiere otros pueblos, su esposo le relata los espantosos crímenes que se habían efectuado en cada una de las comunidades que menciona. 

### Lista de localidades de Midsomer
| - Aspern Tallow - Badger's Drift - Bow Clayton - Broughton - Burwood Mantle - Calham Cross - Causton / Causton Town - Devington - Draycott - Dunstan - Elverton-cum-Latterley - Ferne Basset - Finchmere - Fletcher's Cross - Ford Florey - Goodman's Land | - Great Pelfe - Great Worthy - Haddington - Little Upton - Little Worthy - Lower Warden - Luxton Deeping - Malham Bridge - Malham Cross - March Magna - Marsh Wood - Martyr Warren | - Midsomer Abbas - Midsomer Barton - Midsomer Chettham - Midsomer Deverell - Midsomer Florey - Midsomer Herne - Midsomer Holm - Midsomer Magna - Midsomer Malham | - Midsomer Mallow - Midsomer Market - Midsomer Mere - Midsomer Morchard - Midsomer Morton - Midsomer Mow - Midsomer Newton - Midsomer Parva - Midsomer Priors | - Midsomer Sonning - Midsomer St. Michael - Midsomer Wellow - Midsomer Worthy - Milton Cross - Monks Barton - Morton Fendle - Morton Shallows - Newton Magna - Upper Warden |

### Localizaciones
Causton es en realidad Wallingford, Oxfordshire, y la estación de policía de Causton está representada por la antigua escuela militar de la Royal Air Force en Bracknell. Los sitios donde se ha filmado la serie incluyen Hedsor House, Buckinghamshire, Beaconsfield, Amersham, Great Missenden, Prestwood, The Lee, Wendover, Stoke Poges, Princes Risborough, Turville, Long Crendon, Penn, Marlow, Denham, Bledlow, la Finca Ashridge, Aldbury, Little Gaddesden, Chesham, Latimer, Folkingham, Chenies, Hambleden, Haddenham y Waddesdon; en Hertfordshire, Hemel Hempstead, Chipperfield, Flaunden, Bulbourne, Hadley Wood, Sarratt y Watford; y en Oxfordshire, Warborough, Islip, Nettlebed, Henley on Thames, Dorchester, Waterstock, Stoke Talmage, Stonor Park, Thame, Thame Park House y Aston. Bekonscot Model Village en Beaconsfield aparece en un episodio, y la estación de tren de Twyford es la ficticia estación ferroviaria de Causton.
El pub Six Bells en Warborough, Oxfordshire aparece varias veces como el pub Black Swan, dentro de Badger's Drift.

## Libros
La siguiente lista enumera las obras publicadas relacionadas con la serie: 
- Caroline Graham, The Killings at Badger's Drift, 1987.
- Caroline Graham, Death of a Hollow Man, 1989.
- Caroline Graham, Death in Disguise, 1993.
- Caroline Graham, Written in Blood, 1995.
- Caroline Graham, Faithful unto Death, 1998.
- Caroline Graham, A Place of Safety, 1999.
- Caroline Graham, A Ghost in the Machine, 2004.
- Jeff Evans, Midsomer Murders: The Making of An English Crime Classic, 2003.